# ビル・ホール
ウィリアム・ホール（William Hall, 1979年12月28日 - ）は、アメリカ合衆国ミシシッピ州ネットルトン出身の元プロ野球選手（ユーティリティー）。

## 経歴

### プロ入りとブルワーズ時代
1998年6月2日、ミルウォーキー・ブルワーズから6巡目（全体176位）でドラフト指名を受け、6月7日に契約が成立しプロ入り。この年からマイナーリーグ（ルーキー級）でプレーを始める（29試合出場）。

#### マイナー時代
2001年（4年目）は、A＋・AA級合計で130試合に出場し、打率.289 ・ 18本塁打 ・ 65打点 ・ 23盗塁の好成績を挙げカリフォルニアリーグのオールスター（遊撃手）に選出されるなど、マイナーにおいて着実にキャリアを積み重ねる。

#### メジャー昇格と退団まで
2002年9月1日、シンシナティ・レッズ戦においてメジャー・デビュー。この時は1打数無安打（空振り三振）に倒れたが、翌9月2日のシカゴ・カブス戦では、ジョー・ボロウスキー投手からキャリア初安打となる2点本塁打を放った。
2003年は7月21日にメジャー再昇格を果たし、52試合に出場。8月24日から28日まで3試合連続本塁打を、25日には1試合4安打をそれぞれ放つなど、8月24日から30日にかけて5試合連続安打をマーク。
2004年は初めてメジャーでフル・シーズンを過ごし、126試合に出場。7月18日から26日、8月1日から8日、同13日から20日と、3度にわたって7試合連続安打をマーク。
2005年は、打率.291 ・ 出塁率.342 ・ 17本塁打 ・ 18盗塁と結果を出し、初めて規定打席をクリア。守備では遊撃手を66試合、三塁手を59試合、二塁手を23試合務めた。対左投手の打率は.336、ホームでは.310と相性が良く、5月19日から28日まで9試合連続安打、6月21日にはジェローム・ウィリアムズ投手からキャリア初の1試合2本塁打を放つなど、マルチヒットを39回記録。
2006年はJ.J.ハーディの長期離脱もあって、主に遊撃手として127試合に出場。他に二塁手・三塁手・中堅手としても出場し、打っては本塁打と打点でチーム内二冠となった他、得点、二塁打、三塁打、長打、塁打、四球もチーム・トップと打棒快調。攻守両面の活躍が評価され、全米野球記者協会によるチーム内MVPとグッド・ガイ賞を受賞。35本塁打のうち27本を遊撃手として放ったが、これは遊撃手としては両リーグ最多であり、ロビン・ヨーント（1982年、29本）に次ぐ球団歴代2位の好記録でもある。4月29日から5月2日まで4試合連続本塁打、5月11日から22日まで11試合連続安打、7月8日から8月20日まで遊撃手として35試合連続無失策。

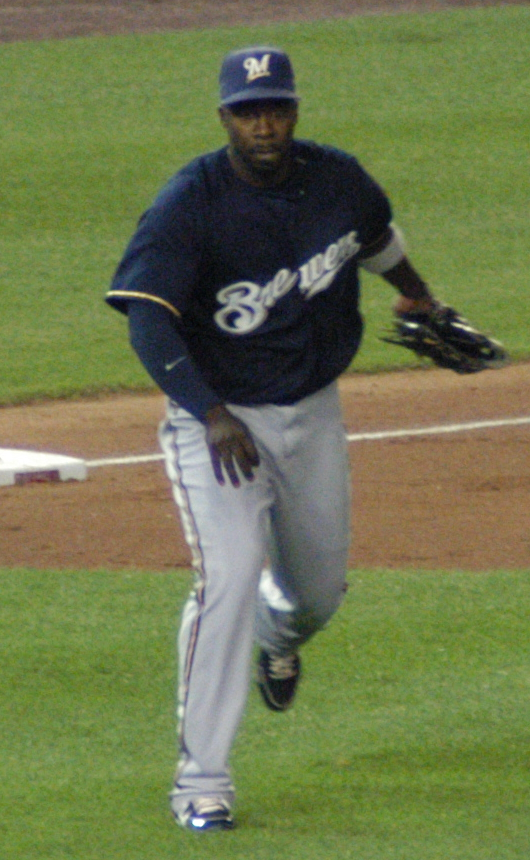
ミルウォーキー・ブルワーズ時代
(2008年5月24日)

シーズン終了後、日米野球のアメリカ代表チームに選抜され、来日。
2007年2月5日、4年間の長期契約が成立（球団オプション付き）。
同年は運動能力の高さを買われて中堅手にコンバート。正中堅手として、130試合を勤め上げた。35二塁打はプリンス・フィルダーと並ぶチーム最多で、4月16日にはトッド・コフィ投手からキャリア初のグランドスラムを、6月20日にはバリー・ジト投手から生涯2発目となるグランド・スラムを、6月27日にはデーブ・ボルコウスキー投手から通算500本目となる安打を、それぞれ放った。6月12日のデトロイト・タイガース戦ではジャスティン・バーランダーにノーヒットノーランを許し、チームは敗れたが、ホールは3四球を選び、3度出塁している。しかし7月に足首を捻挫し故障者リスト入りしたこともあり、前半戦の打率.271に対して後半戦は打率.226と失速 した。なお、ホールは野球普及のための啓発活動にも取り組み、シーズン終了後の12月15日にはアフリカ系アメリカ人の少年少女14人を引率して、カンザスシティにあるニグロリーグ博物館を訪れた。これは、今やMLB全体に占める割合が9.2パーセントにまで落ち込んだと言われる黒人の競技者人口を増やすためのツアーで、ホールは「我々に出来ることは小さなことだが、わずかなりとも増加につながることを期待したい」と願いを込めた。
2008年は三塁手として113試合を務め（その結果、前年三塁手としてデビューしたライアン・ブラウンが左翼手にコンバートされた。）、4月には月間本塁打を7本放ったが、以後低空飛行が長く続いた。6月にはスタメンをはずされたことに激昂し、首脳陣にトレードを願い出た。7月21 - 22日にかけて2試合連続決勝弾を叩き込んだものの、打撃成績は平凡な数字に終わり、「遊撃 - 中堅 - 三塁と立て続けにタライ回しにされたことが、バッティングに悪影響をもたらしているのではないか」と懸念されている。
2009年8月11日にDFAとなった。

### マリナーズ時代
2009年8月20日にルービン・フローレスとのトレードでシアトル・マリナーズへ移籍した。

### レッドソックス時代
2010年1月7日にケイシー・コッチマンとのトレードでマイナーの選手と共にボストン・レッドソックスへ移籍。382打席で18本塁打を放った他、外野の全ポジションに加えて遊撃手、二塁手、三塁手としても出場。5月28日のカンザスシティ・ロイヤルズ戦では投手として登板し、1回を3者凡退に抑えた。

### アストロズ時代
2010年12月20日にはヒューストン・アストロズと1年契約を結ぶ。
2011年は46試合の出場で打率.224、2本塁打、13打点と結果を残せず、6月4日に解雇される。

### ジャイアンツ時代
2011年6月10日にはサンフランシスコ・ジャイアンツと1年契約を結んだが、8月3日に40人枠から外れる。
2012年2月7日、ニューヨーク・ヤンキースとマイナー契約を結んだ。しかし、シーズン前に解雇される。

### オリオールズ時代
2012年4月23日、ボルチモア・オリオールズとマイナー契約を結んだ。5月12日、マーク・レイノルズの負傷でメジャー昇格。しかし、6月2日にDFAとなる。
2013年1月30日に、ロサンゼルス・エンゼルス・オブ・アナハイムと契約を結んだ。AAAで21試合に出場し、打率164と不振になり、5月19日に解雇された。

### 独立リーグ時代
2013年6月7日にアトランティックリーグのロングアイランド・ダックスと契約を結んだ。

## 選手としての特徴
小柄な選手だが、バットスピードが速く、それが長打力をもたらす。スイングが大きく、確実性にかける反面、一本出ると固め打ちする傾向があり、特に対左投手を得意にしている。
運動能力・身体能力に優れ、遊撃・中堅を任されることが多いが、他には二塁・三塁も守れる。
好きな音楽はヒップホップとリズム・アンド・ブルース、お気に入りの映画はスカーフェイス。趣味はゴルフとビリヤード、ビデオ・ゲーム。地域活動に熱心な人物としても知られ、リーダーシップもあり、グッド・ガイ賞を受賞した経歴がある。

## 詳細情報

### 年度別打撃成績
| 年 度      | 球 団      | 試 合 | 打 席 | 打 数 | 得 点 | 安 打 | 二 塁 打 | 三 塁 打 | 本 塁 打 | 塁 打 | 打 点 | 盗 塁 | 盗 塁 死 | 犠 打 | 犠 飛 | 四 球 | 敬 遠 | 死 球 | 三 振 | 併 殺 打 | 打 率 | 出 塁 率 | 長 打 率 | O P S |
| ---------- | ---------- | ----- | ----- | ----- | ----- | ----- | -------- | -------- | -------- | ----- | ----- | ----- | -------- | ----- | ----- | ----- | ----- | ----- | ----- | -------- | ----- | -------- | -------- | ----- |
| 2002       | MIL        | 19    | 39    | 36    | 3     | 7     | 1        | 1        | 1        | 13    | 5     | 0     | 1        | 0     | 0     | 3     | 0     | 0     | 13    | 1        | .194  | .256     | .361     | .617  |
| 2003       | MIL        | 52    | 155   | 142   | 23    | 37    | 9        | 2        | 5        | 65    | 20    | 1     | 2        | 4     | 1     | 7     | 0     | 1     | 28    | 5        | .261  | .298     | .458     | .756  |
| 2004       | MIL        | 126   | 415   | 390   | 43    | 93    | 20       | 3        | 9        | 146   | 53    | 12    | 6        | 2     | 2     | 20    | 1     | 1     | 119   | 4        | .238  | .276     | .374     | .650  |
| 2005       | MIL        | 146   | 546   | 501   | 69    | 146   | 39       | 6        | 17       | 248   | 62    | 18    | 6        | 2     | 3     | 39    | 2     | 1     | 103   | 11       | .291  | .342     | .495     | .837  |
| 2006       | MIL        | 148   | 608   | 537   | 101   | 145   | 39       | 4        | 35       | 297   | 85    | 8     | 9        | 3     | 4     | 63    | 6     | 1     | 162   | 12       | .270  | .345     | .553     | .898  |
| 2007       | MIL        | 136   | 503   | 452   | 59    | 115   | 35       | 0        | 14       | 192   | 63    | 4     | 5        | 1     | 7     | 40    | 1     | 3     | 128   | 9        | .254  | .315     | .425     | .740  |
| 2008       | MIL        | 128   | 448   | 404   | 50    | 91    | 22       | 1        | 15       | 160   | 55    | 5     | 6        | 1     | 3     | 37    | 2     | 3     | 124   | 4        | .225  | .293     | .396     | .689  |
| 2009       | MIL        | 76    | 234   | 214   | 22    | 43    | 12       | 0        | 6        | 73    | 24    | 1     | 0        | 0     | 1     | 19    | 0     | 0     | 72    | 10       | .201  | .265     | .341     | .606  |
| 2009       | SEA        | 34    | 131   | 120   | 10    | 24    | 8        | 1        | 2        | 40    | 12    | 1     | 2        | 0     | 3     | 8     | 0     | 0     | 48    | 1        | .200  | .244     | .333     | .578  |
| '09計      | SEA        | 110   | 365   | 334   | 32    | 67    | 20       | 1        | 8        | 113   | 36    | 2     | 2        | 0     | 4     | 27    | 0     | 0     | 120   | 11       | .201  | .258     | .338     | .596  |
| 2010       | BOS        | 119   | 382   | 344   | 44    | 85    | 16       | 1        | 18       | 157   | 46    | 9     | 1        | 2     | 1     | 34    | 0     | 1     | 104   | 4        | .247  | .316     | .456     | .772  |
| 2011       | HOU        | 46    | 158   | 147   | 18    | 33    | 7        | 2        | 2        | 50    | 13    | 1     | 1        | 0     | 1     | 8     | 1     | 2     | 55    | 1        | .224  | .272     | .340     | .612  |
| 2011       | SF         | 16    | 41    | 38    | 6     | 6     | 2        | 0        | 0        | 8     | 1     | 2     | 1        | 0     | 0     | 3     | 0     | 0     | 8     | 2        | .158  | .220     | .211     | .430  |
| '11計      | SF         | 62    | 199   | 185   | 24    | 39    | 9        | 2        | 2        | 58    | 14    | 3     | 2        | 0     | 1     | 11    | 1     | 2     | 63    | 3        | .211  | .261     | .314     | .575  |
| 2012       | BAL        | 7     | 14    | 9     | 2     | 2     | 0        | 0        | 1        | 5     | 1     | 0     | 0        | 0     | 0     | 5     | 1     | 0     | 7     | 0        | .222  | .500     | .556     | 1.056 |
| 通算：11年 | 通算：11年 | 1054  | 3674  | 3334  | 450   | 827   | 210      | 21       | 125      | 1454  | 440   | 62    | 40       | 15    | 26    | 286   | 14    | 13    | 971   | 64       | .248  | .308     | .436     | .744  |

### 年度別投手成績
| 年 度     | 球 団     | 登 板 | 先 発 | 完 投 | 完 封 | 無 四 球 | 勝 利 | 敗 戦 | セ 丨 ブ | ホ 丨 ル ド | 勝 率 | 打 者 | 投 球 回 | 被 安 打 | 被 本 塁 打 | 与 四 球 | 敬 遠 | 与 死 球 | 奪 三 振 | 暴 投 | ボ 丨 ク | 失 点 | 自 責 点 | 防 御 率 | W H I P |
| --------- | --------- | ----- | ----- | ----- | ----- | -------- | ----- | ----- | -------- | ----------- | ----- | ----- | -------- | -------- | ----------- | -------- | ----- | -------- | -------- | ----- | -------- | ----- | -------- | -------- | ------- |
| 2010      | BOS       | 1     | 0     | 0     | 0     | 0        | 0     | 0     | 0        | 0           | ----  | 3     | 1.0      | 0        | 0           | 0        | 0     | 0        | 0        | 0     | 0        | 0     | 0        | 0.00     | 0.00    |
| 通算：1年 | 通算：1年 | 1     | 0     | 0     | 0     | 0        | 0     | 0     | 0        | 0           | ----  | 3     | 1.0      | 0        | 0           | 0        | 0     | 0        | 0        | 0     | 0        | 0     | 0        | 0.00     | 0.00    |

## 参考資料
1. 1 2  “Biography: , 2002 Career Highlights:” (英語). brewers.com. 2008年12月13日閲覧。
2. ↑  “2003 Career Highlights:” (英語). brewers.com. 2008年12月13日閲覧。
3. ↑  “2004 Career Highlights:” (英語). brewers.com. 2008年12月13日閲覧。
4. ↑  “2005 Career Highlights:” (英語). brewers.com. 2008年12月13日閲覧。
5. ↑  “2006 Career Highlights:” (英語). brewers.com. 2008年12月13日閲覧。
6. 1 2  『月刊スラッガー』 2007年12月号 55頁。
7. ↑  “2007 Career Highlights:” (英語). brewers.com. 2008年12月13日閲覧。
8. ↑  蛭間豊章 (2007年12月21日 (金)). “ブルワーズ2選手と黒人少年達の小さな旅（第372回）”. 蛭間豊章記者のBaseball inside. 2008年12月13日閲覧。
9. ↑  「2008 通信簿 File：226-500」『月刊スラッガー No.128 , 2008年12月号』日本スポーツ企画出版社、79頁頁。
10. ↑  出野哲也　「2008 プレーオフ選手名鑑&チーム戦力分析」『月刊スラッガー No.127 , 2008年11月号』日本スポーツ企画出版社、20頁頁。
11. ↑  “[http://milwaukee.brewers.mlb.com/news/article.jsp?ymd=20090812&content_id=6386934&vkey=news_mil&fext=.jsp&c_id=mil Brewers make flurry of moves
Hardy, Hall, Castro dropped; Escobar promoted, Bosio named]”.   brewers.com (2009年8月11日). 2009年8月20日閲覧。
12. ↑  “Mariners acquire Hall from Brewers”.   mlb.com (2009年8月20日). 2009年8月20日閲覧。
13. ↑  https://www.espn.com/blog/new-york/yankees/post/_/id/26866/bill-hall-says-his-signing-is-official
14. ↑  O's acquire Pearce from Yanks, designate Hall
15. ↑  Ducks Sign Bill Hall, Bring Back Bob Zimmerman, Make Roster Moves
16. ↑  “RC27 , Lefty / Right , Split Graphs” (英語). FanGraphs. 2008年3月12日閲覧。
17. ↑  “Bill Hall - Scouting Report , Transactions / Injuries / Suspensions” (英語). sportsnet.ca. 2008年3月12日閲覧。
18. ↑  “Bill Hall - Pecota” (英語). baseballprospectus.com. 2008年3月12日閲覧。
19. ↑  『月刊メジャー・リーグ』 2008年3月号 65頁。
20. ↑  出野哲也　「2008 三塁手ランキング」『月刊スラッガー No.122 , 2008年6月号』日本スポーツ企画出版社、14頁頁。
21. ↑  「2008 MLB 30球団スカウティング・レポート」『ウェルカム・メジャーリーグ 2008』白夜書房〈白夜ムック 315〉、182-185頁頁。ISBN 978-4861913983。